# Scabiosa nitens
Scabiosa nitens (лат.) — травянистое растение, вид рода Скабиоза (Scabiosa) подсемейства Ворсянковые (Dipsacoideae) семейства Жимолостные (Caprifoliaceae). Эндемик Азорских островов.

## Описание

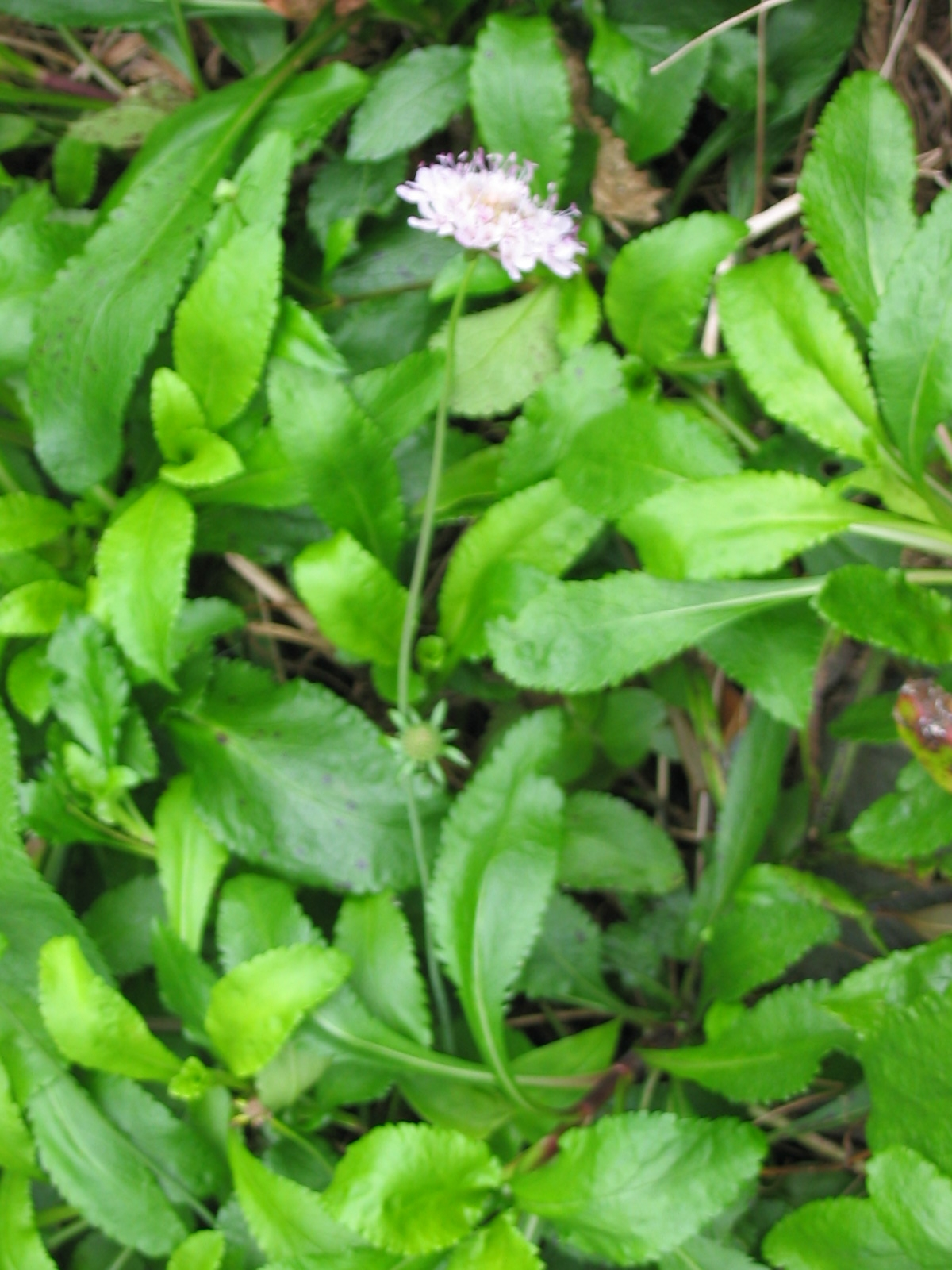
Общий вид

Scabiosa nitens — травянистое растение. Блестящие листья цельные, эллиптические, зубчатые. Венчики лучистые. Соцветие в виде головки состоит из множества небольших цветков. Плоды — семянки.

## Ареал и местообитание
Scabiosa nitens — эндемичное растение, произрастает только на Азорских островах. Встречается в Санта-Марии, Сан-Мигеле, Сан-Жоржи, Пику-Флориш и Корву. Ранее встречался и на острове Фаял, но в настоящее время, вероятно, вымер. Растёт на прибрежных скалах, а также на скалах и крутых склонах внутренней части островов..